# Бакшеево (Московская область)
Бакшеево — посёлок  в Московской области России. Входит в состав городского округа Шатура (до 2017 года — Шатурского района). 
Расположен в 25 км к северо-востоку от Шатуры, с которой связан автобусным сообщением. Население — 2002 чел. (2025)

## История
Возник в 1930 году как посёлок торфодобытчиков, поставлявших топливо на Шатурскую ГРЭС. Через посёлок пролегала линия узкоколейной железной дороги. В 1937 году Бакшеево получил статус посёлка городского типа. После перевода Шатурской ГРЭС на другие виды топлива добыча торфа резко сократилась и посёлок пришёл в упадок. Была разобрана узкоколейка.
В 2004 году рабочий посёлок Бакшеево преобразован в посёлок Бакшеево и включён в состав Бордуковского сельского округа.
С 2006 до 2017 год входило в городское поселение Мишеронский Шатурского муниципального района.

## Достопримечательности
В окрестностях посёлка находится озеро метеоритного происхождения под названием Смердячье.

## Население
| 1939  | 1959  | 1970  | 1979  | 1989  | 2002  | 2006  |
| ----- | ----- | ----- | ----- | ----- | ----- | ----- |
| 3790  | ↗4874 | ↘4648 | ↘3678 | ↘3034 | ↘2315 | ↘2300 |
| 2010  |       |       |       |       |       |       |
| ↘2002 |       |       |       |       |       |       |